# Roberto Battaglia
Roberto Battaglia   (Milà, 23 de juny de 1909 - Milà, 26 d'agost de 1986) va ser un tirador d'esgrima italià, especialista en espasa, que va competir entre les dècades de 1930 i 1950.
El 1952 va prendre part en els Jocs Olímpics d'Estiu de Hèlsinki, on guanyà la medalla d'or en la prova d'espasa per equips del programa d'esgrima.
En el seu palmarès també destaquen cinc medalles al Campionat del món d'esgrima, dues d'or, dues de plata i una de bronze, entre les edicions de 1937 i 1951. Guanyà dos campionats nacionals individuals d'espasa, el 1942 i 1943.